# Roncador (Paraná)
Roncador ist ein brasilianisches Munizip in der Mitte des Bundesstaats Paraná. Es hat 11.251 Einwohner (2022), die sich Roncadorenser nennen. Seine Fläche beträgt 742 km². Es liegt 737 Meter über dem Meeresspiegel.

## Etymologie
Der Name bedeutet auf Deutsch Schnarcher. Er wurde vermutlich wegen der Windgeräusche gewählt, die an das Schnarchen eines Menschen erinnerten.

## Geschichte

### Besiedlung
Um 1920 schlug eine Forschungskommission, die mit der Vermessung der Verbindungsstraße zwischen Paraná und Mato Grosso beauftragt war, ihr Lager dort auf, wo sich heute der Sitz der Gemeinde Roncador befindet. Mit der Abholzung der Wälder entstanden die ersten Pflanzungen, und es wurde mit der Schweinezucht begonnen.
Die Besiedlung von Roncador begann im Jahr 1923 mit der Ankunft der ersten Familien von João Mariano und Jorge Rodrigues Monteiro. Im Jahr 1927 kam die Familie Mendes, 1933 die Kovaleks und 1936 die Vogivoda.
Im Jahr 1927 wurde die erste Straße für Fuhrwerke gebaut. Von da an kamen immer mehr Familien aus verschiedenen Teilen des Landes.
Der erste Lehrer der Gemeinde war Paulo Schner und 1944 wurde Veronica Zola zur ersten Lehrerin ernannt. Aufgrund des Wachstums des Dorfes eröffnete eine ukrainischstämmige Schwesternschaft (Dienerinnen der Unbefleckten Empfängnis Mariens) mit Sitz in Prudentópolis im Jahr 1952 eine Schule, deren Bau von der gesamten Bevölkerung unterstützt wurde.

### Erhebung zum Munizip
Roncador wurde durch das Staatsgesetz Nr. 4245 vom 25. Juli 1960 aus Campo Mourão ausgegliedert und in den Rang eines Munizips erhoben. Es wurde am 5. November 1961 als Munizip installiert.

## Geografie

### Fläche und Lage
Roncador liegt auf dem Terceiro Planalto Paranaense (der Dritten oder Guarapuava-Hochebene von Paraná). Seine Fläche beträgt 742 km². Es liegt auf einer Höhe von 737 Metern.

### Geologie und Böden
Die Böden bestehen aus fruchtbarer Terra-Roxa.

### Vegetation
Das Biom von Roncador ist Mata Atlântica.

### Klima
Das Klima ist gemäßigt warm. Es werden hohe Niederschlagsmengen verzeichnet (2069 mm pro Jahr). Die Klimaklassifikation nach Köppen und Geiger lautet Cfa. Im Jahresdurchschnitt liegt die Temperatur bei 19,5 °C.

### Gewässer
Roncador liegt jeweils hälftig in den Einzugsgebieten des Ivai und des Piquirí. Der Norden wird über den Rio Muquilão und den Rio Bonito zum Rio Corumbataí und damit zum Ivaí entwässert. Im Süden des Munizips fließen die Flüsse und Bäche zum rechten Piquirí-Nebenfluss Rio Cantu.

### Straßen
Roncador ist über die PR-158 mit Campo Mourão verbunden. Die PR-239 durchquert das Munizip von Ost aus Richtung Pitanga nach West in Richtung Nova Cantu. Die PR-462 führt in Richtung Norden nach Iretama.
| Mamborê    | Luiziana                                    | Iretama und Nova Tebas |
| Nova Cantu | Kompassrose, die auf Nachbargemeinden zeigt | Pitanga und Mato Rico  |
|            | Palmital                                    |                        |

## Stadtverwaltung
Bürgermeister: Vivaldo Lessa, DEM (2021–2024)
Vizebürgermeisterin: Alynny Cristine Kuchla da Costa, PSD (2021–2024)

## Demografie

### Bevölkerungsentwicklung
| Jahr | Einwohner | Stadt | Land |
| ---- | --------- | ----- | ---- |
| 1970 | 13.468    | 8 %   | 92 % |
| 1980 | 17.991    | 19 %  | 81 % |
| 1991 | 17.573    | 34 %  | 66 % |
| 2000 | 13.632    | 50 %  | 50 % |
| 2010 | 11.537    | 62 %  | 38 % |
| 2022 | 11.251    |       |      |

Quelle: IBGE (2011) und Volkszählung 2022

### Ethnische Zusammensetzung
| Gruppe * | 1991    | 2000    | 2010    | wer sich als …                                                                   |
| --- | ------- | ------- | ------- | -------------------------------------------------------------------------------- |
| Weiße | 68,2 %  | 78,2 %  | 60,2 %  | weiß bezeichnet                                                                  |
| Schwarze | 1,2 %   | 3,4 %   | 6,8 %   | schwarz bezeichnet                                                               |
| Gelbe | 0,7 %   | 0,3 %   | 0,9 %   | von fernöstlicher Herkunft wie japanisch, chinesisch, koreanisch etc. bezeichnet |
| Braune | 29,9 %  | 17,1 %  | 32,1 %  | braun oder als Mischung aus mehreren Gruppen bezeichnet                          |
| Indigene | 0,0 %   | 0,3 %   | 0,0 %   | Ureinwohner oder Indio bezeichnet                                                |
| ohne Angabe | 0,0 %   | 0,7 %   | 0,0 %   |                                                                                  |
| Gesamt | 100,0 % | 100,0 % | 100,0 % |                                                                                  |
| *) Das IBGE verwendet für Volkszählungen ausschließlich diese fünf Gruppen. Es verzichtet bewusst auf Erläuterungen. Die Zugehörigkeit wird vom Einwohner selbst festgelegt. |         |         |         |                                                                                  |

Quelle: IBGE (Stand: 1991, 2000 und 2010)